# Elaphidion michelii
Elaphidion michelii là một loài bọ cánh cứng trong họ Cerambycidae.